# La Vie trop brève d'Edwin Mullhouse
La Vie trop brève d'Edwin Mullhouse, sous-titré écrivain américain, 1943-1954, racontée par Jeffrey Cartwright (titre original en anglais : Edwin Mullhouse, the Life and Death of an American Writer 1943-1954) est un roman de l'auteur américain Steven Millhauser, paru en 1972 et publié en traduction française le 17 septembre 1975 aux éditions Albin Michel. Il se présente sous la forme de la biographie d'une personne fictive, rédigée par un auteur fictif. Il a reçu, l'année de sa traduction, le prix Médicis étranger.

## Résumé
Edwin Mullhouse, romancier à dix ans déjà avec un roman remarquable intitulé Cartoons, meurt mystérieusement à onze ans. En souvenir de lui, Jeffrey Cartwright, le meilleur ami d'Edwin et âgé de onze ans et demi, décide alors de narrer la vie de ce grand écrivain américain. En rédigeant cette biographie, Jeffrey Cartwright est ainsi à Edwin Mulhouse, ce que James Boswell fut à Samuel Johnson,. Jeffrey suit donc le développement d'Edwin depuis ses premiers gazouillis jusqu'à l'épanouissement de son génie littéraire dans son roman intitulé Cartoons, en passant par son amour pour les bandes dessinées.
Edwin est un jeune frimeur excentrique qui se prend pour un prodige de la littérature; à l'âge de dix ans, il écrit un roman, mais décède mystérieusement à onze ans.
La biographie est divisée en trois parties:
1. Années de jeunesse, 1er août 1943 – 1er août 1949: Cartwright y raconte la naissance et l'enfance d'Edwin à Newfield, Connecticut ainsi que les années au jardin d'enfants.
2. Années de maturité, 2 août 1949 – 1er août 1952: Edwin va à l'école; son obsession tragique pour Rose Dorn tient une place importante dans sa vie.
3. Dernières années: 2 août 1952 – 1er août 1954: période couvrant l'écriture du roman d'Edwin et sa mort.

## Accueil de la critique
C'était le roman le plus connu de Milhauser avant la publication de Martin Dressler récompensé par le Prix Pulitzer de la fiction en 1997. Il est considéré comme son meilleur livre par Patrick McGrath du New York Times. Le magazine Publishers Weekly qualifie d'ailleurs Edwin Mullhouse de roman culte.

## Éditions
- La Vie trop brève d'Edwin Mullhouse, écrivain américain, 1943-1954, racontée par Jeffrey Cartwright, éditions Albin Michel, 1975  (ISBN 978-2-253-15385-6)[8]